# Sinh sản vô tính

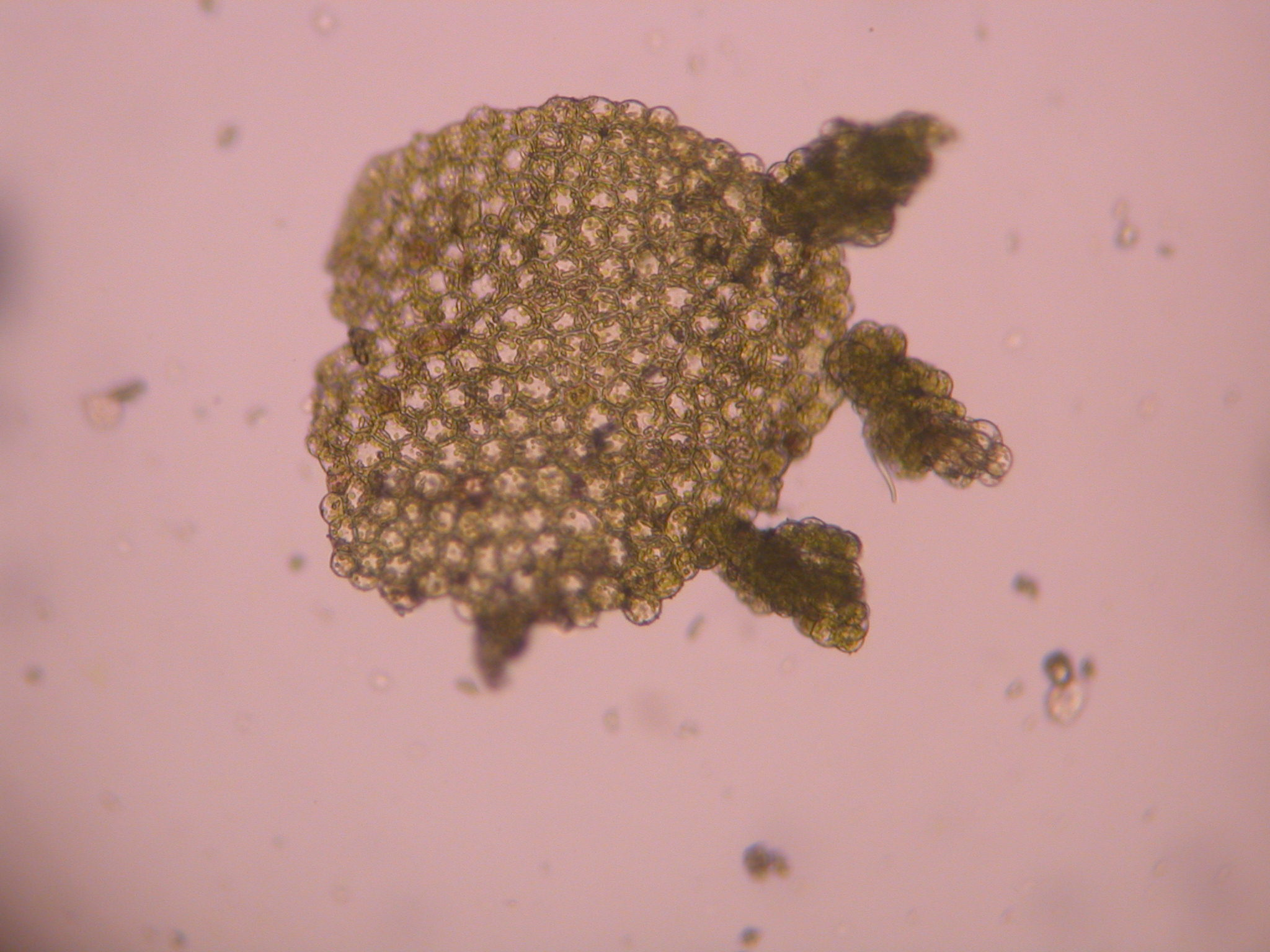
Sinh sản vô tính ở rêu tản: một chiếc lá của cây đang nảy mầm

Sinh sản vô tính là hình thức sinh sản mà cơ thể con chỉ được sinh ra từ cơ thể mẹ, và thừa hưởng các đặc điểm chỉ từ cơ thể mẹ đó. Hình thức sinh sản này không có sự nhiễm sắc thể hoặc giảm phân hay thường gặp trong sinh sản hữu tính. Cơ thể con sẽ là bản sao di truyền chính xác của cơ thể mẹ, ngoại trừ trường hợp đặc biệt là khi hoa tự thụ phấn (automixis), hay chính xác hơn là agamogenesis, là dạng sinh sản mà không cần sự hợp nhất của giao tử. Sinh sản vô tính là hình thức sinh sản chính của các sinh vật đơn bào chẳng hạn như vi khuẩn cổ, vi khuẩn, và sinh vật nguyên sinh. Nhiều loại thực vật và nấm cũng thuộc dạng sinh sản vô tính.
Các cơ chế chuyển gien ngang như liên hợp, biến nạp, và tải nạp trong sinh sản vô tính ở sinh vật nhân sơ đôi khi được quan hệ đến sinh sản hữu tính.
Những trường hợp hoàn toàn không có sinh sản hữu tính là trường hợp tương đối hiếm giữa các sinh vật đa bào, cụ thể là ở các loài động vật. Các giả thiết cho đến hiện tại cho rằng sinh sản vô tính có thể có những lợi ích trước mắt khi mà việc tăng dân số nhanh chóng là quan trọng hoặc là trong những môi trường ổn định. Còn sinh sản hữu tính cho những lợi ích thực như tạo ra sự đa dạng về di truyền giữa các thế hệ một cách nhanh chóng, cho phép thích nghi với sự thay đổi môi trường. Những hạn chế về mặt phát triển có thể là lý do vì sao một vài loài động vật từ bỏ hoàn toàn sinh sản hữu tính ra khỏi vòng đời của chúng. Một hạn chế khác là do sự mất đi đồng thời khả năng giảm phân và sửa chữa tái tổ hợp, bảo vệ khỏi các thiệt hại của DNA (một chức năng của giảm phân). (xem thêm tại Giảm phân)

## Phân loại

### Phân đôi
Trong sinh sản phân đôi, cơ thể mẹ được thay thế bằng hai cơ thể con (giống cái). Các sinh vật, bao gồm cả sinh vật nhân sơ (vi khuẩn cổ và vi khuẩn) và sinh vật nhân chuẩn (sinh vật nguyên sinh và nấm đơn bào) đều sinh sản vô tính qua hình thức phân đôi; đa phần trong số chúng cũng có thể sinh sản hữu tính.
Một hình thức sinh sản phân tách khác là đa phân. Sinh sản đa phân ở mức độ tế bào xảy ra ở (sinh vật nguyên sinh, ví dụ: trùng bào tử và tảo. Phần nhân của tế bào mẹ phân chia vài lần bằng sự nguyên phân, tạo ra vài nhân con. Tế bào chất sau đó tách ra, tạo thành nhiều tế bào con.

### Phân mảnh
Sinh sản bằng phân mảnh là hình thức sinh sản vô tính khi mà một cơ thể mới phát triển từ một mảnh của cơ thể mẹ. Mỗi mảnh sẽ phát triển thành một cá thể trưởng thành đầy đủ. Phân mảnh thường thấy ở các sinh vật như động vật (như giun đốt, giun dẹp, và sao biển), các loài nấm và thực vật. Hầu hết các loài địa y, sinh sản bằng cách phân mảnh để đảm bảo rằng các cá thể mới đều có thể cộng sinh.
Phân mảnh trong các sinh vật đa bào hay cụm là hình thức sinh sản vô tính khi mà một cơ thể tách ra thành các mảnh nhỏ. Mỗi mảnh này sẽ phát triển đầy đủ thành các cá thể trưởng thành và thừa hưởng tất cả đặc điểm từ cơ thể mẹ.

### Nảy chồi
Một vài tế bào phân chia bằng cách nảy chồi (ví dụ như men bánh mì), tạo thành dạng tế bào gồm cả "mẹ" và "con". Cơ thể con thì nhỏ hơn cơ thể mẹ. Sinh sản mọc chồi cũng được biết ở mức độ đa bào. Ví dụ như loài thủy tức. Chồi sẽ phát triển thành một cơ thể trưởng thành và cuối cùng tách ra khỏi cơ thể mẹ.
Nảy chồi bên trong (endodyogeny) là một quá trình của sinh sản vô tính, phù hợp với các loài ký sinh chẳng hạn như Toxoplasma gondii. Nó có liên quan đến một quá trình bất thường là hai tế bào con được tạo ra ngay bên trong tế bào mẹ, và tế bào con sẽ "tiêu thụ" tế bào mẹ trước khi chúng tách ra.
Sinh sản mọc chồi (bên trong hoặc bên ngoài) cũng hiện diện trong các loài sâu như Taenia (sán sơ mít) hay Echinococcus.

### Trinh sinh
Trinh sinh là một hình thức sinh sản không bào tử trong đó một quả trứng chưa được thụ tinh sẽ phát triển thành một cá thể mới. Trinh sinh xảy ra tự nhiên ở nhiều loài thực vật, động vật không xương sống (ví dụ như bọ chét nước, luân trùng, rệp, bọ que, vài loài kiến, ong và ong bắp cày ký sinh), và động vật có xương sống (ví dụ như một số loài bò sát, lưỡng cư, các loài chim hiếm). Ở thực vật, sự tiếp hợp vô tính (apomixis) có thể có hoặc không liên quan đến trinh sản.

### Sinh sản sinh dưỡng

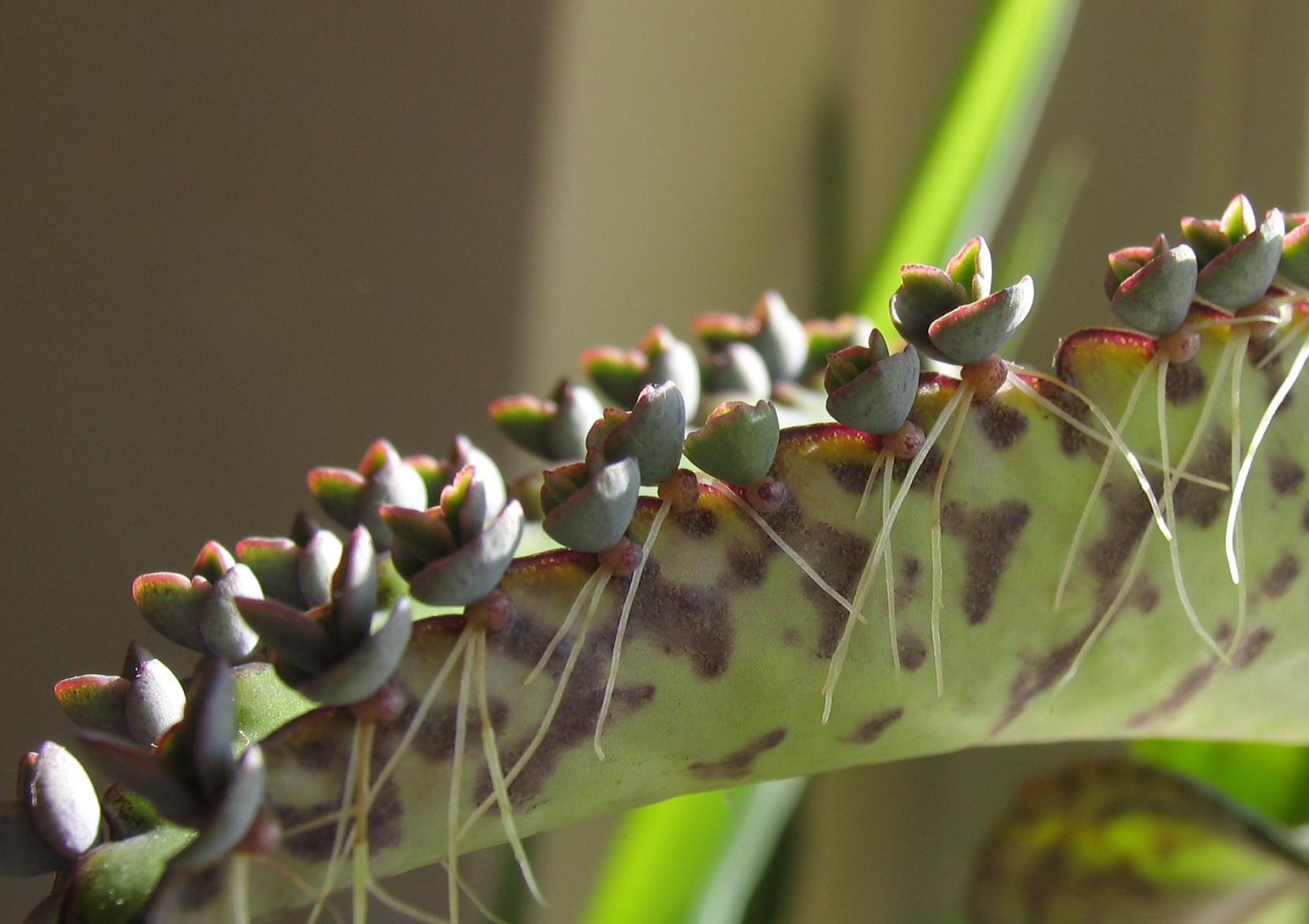
Ảnh chụp gần một cây Bryophyllum daigremontianum

### Sinh sản bằng bào tử
Nhiều sinh vật đa bào hình thành bào tử trong suốt vòng đời sinh học của chúng. Những trường hợp ngoại lệ là động vật và vài sinh vật nguyên sinh, mà phải trải qua sự giảm phân ngay sau khi thụ tinh. Trái lại, thực vật và nhiều loại tảo trải qua quá trình giảm phân tạo bào tử và sẽ dẫn đến sự hình thành những bào tử đơn bội hơn là giao tử. Những bào từ này phát triển thành các cá thể đa bào (trong thực vật gọi là thể giao tử) mà không có hiện tượng thụ tinh. Những cá thể đơn bội này sẽ phát sinh thành giao tử thông qua nguyên phân. Do đó giảm phân và sự hình thành giao tử xảy ra ở những thế hệ riêng biệt hoặc những "giai đoạn" nào đó trong vòng đời, có liên quan đến sự luân phiên giữa các thế hệ. Vì sinh sản hữu tính thường được định nghĩa trong phương diện hẹp hơn do sự hợp nhất các giao tử (sự thụ tinh), sự hình thành bào tử trong thực vật thể bào tử hay tảo có thể được xem như một hình thức sinh sản vô tính dù rằng nó là kết quả của sự giảm phân và trải qua việc giảm số bộ nhiễm sắc thể. Tuy nhiên, cả hai hiện tượng (sự hình thành bào tử và sự thụ tinh) đều cần thiết để hoàn tất quá trình sinh sản hữu tính trong vòng đời của thực vật.

## Chuyển đổi giữa sinh sản vô tính và sinh sản hữu tính
Có một vài chủng loài chuyển đổi giữa sinh sản vô tính và sinh sản hữu tính theo điều kiện môi trường. Đó là một khả năng đặc biệt, gọi là sự dị giao (heterogamy), tùy thuộc vào các điều kiện. Sự chuyển đổi luân phiên này được thấy ở vài loài luân trùng và một số côn trùng, chẳng hạn như một số loài rệp, sẽ thay đổi trong vài điều kiện nhất định, sinh ra trứng mà không qua giảm phân, do đó tự nhân bản chúng. Loài ong Apis mellifera capensis ở mũi Hảo Vọng có thể sinh sản vô tính qua một quá trình gọi là thelytoky. Một vài chủng loài lưỡng cư, bò sát, chim cũng có khả năng tương tự. Ví dụ, loài Calanus sinh sản bằng phương pháp trinh sản (parthenogenesis) vào mùa xuân để gia tăng mật độ trên các ao hồ. Sau đó chuyển sang sinh sản hữu tính vì mức độ cạnh tranh và tìm mồi. Một ví dụ khác là loài luân trùng Brachionus monogonont, sinh sản thông qua trinh sản theo chu kỳ: khi mật độ bầy đàn thấp, những con cái sẽ sinh sản vô tính. Còn khi mật độ bầy đàn cao hơn, một tín hiệu hóa học sẽ tích lũy và gây ra sự chuyển đổi sang sinh sản hữu tính. Nhiều loài sinh vật nguyên sinh và nấm cũng chuyển đổi giữa sinh sản hữu tính và vô tính.
Loài nấm mốc nhớt Dictyostelium trải qua sự phân đôi như các amip đơn bào trong những điều kiện phù hợp. Tuy nhiên, trong môi trường không thích hợp, các tế bào tập hợp lại và theo một trong hai hướng phát triển khác nhau tùy thuộc vào điều kiện. Nếu theo hướng tập thể, chúng sẽ hình thành một dãy đa bào, sau đó là quả thể để tạo ra bào tử một cách vô tính. Còn nếu theo hướng hữu tính, hai tế bào sẽ nhập lại với nhau, tạo thành một tế bào lớn và sẽ phát triển thành một túi bao lớn. Khi túi bao này nảy chồi, nó sẽ giải phóng hàng trăm tế bào amip, là sản phẩm của sự tái tổ hợp phân bào giữa hai tế bào gốc.
Sợi nấm của loài nấm mốc thường thấy (cụ thể là Rhizopus) có khả năng sinh sản bằng nguyên phân cũng như phân bào tạo bào tử. Nhiều loài tảo cũng chuyển đổi tương tự giữa sinh sản vô tính và hữu tính. Một số thực vật sử dụng cả sinh sản vô tính lẫn hữu tính để tạo ra cây mới, vài chủng loài chuyển đổi từ hình thức sinh sản chính là hữu tính sang vô tính trong nhiều điều kiện môi trường đa dạng.

### Sự thừa hưởng chức năng sinh sản vô tính ở các sinh vật sinh sản hữu tính
Ở loài luân trùng Brachionus calyciflorus, sự sinh sản vô tính (cụ thể là trinh sản) có thể được kế thừa bởi gien đẳng vị lặn (recessive allel), làm sự mất đi khả năng sinh sản hữu tính ở cơ thể con đồng hợp tử. Sự kế thừa sinh sản vô tính bởi một vị trí lặn cũng được tìm thấy ở loài ong bắp cày ký sinh Lysiphlebus fabarum.

## Ví dụ
Có những ví dụ về trinh sản ở cá mập đầu búa và cá mập đầu đen. Ở cả hai trường hợp, những con cá mập đã trưởng thành về sinh dục trong điều kiện nuôi nhốt mà thiếu vắng con đực. Và thế hệ con ở cả hai trường hợp đó đều thể hiện sự giống hệt nhau về mặt di truyền với cá thể mẹ.
Các loài bò sát sử dụng hệ thống xác định giới tính ZW, mà sinh ra cá thể đực (với nhiễm sắc thể giới tính ZZ) và cá thể cái (với nhiễm sắc thể giới tính ZW hay WW). Cho đến năm 2010, người ta vẫn nghĩ là nhiễm sắc thể ZW được sử dụng bởi loài bò sát thì không thể sinh con với nhiễm sắc thể WW. Nhưng một con rắn Boa constrictor cái (ZW) được phát hiện là đã sinh được những con rắn con (giống cái) với nhiễm sắc thể WW. Con rắn cái này có thể đã chọn một con đực nào đó nhưng trong trường hợp này nó sinh sản vô tính, sinh ra 22 con rắn con (giống cái) với nhiễm sắc thể giới tính WW.
Hiện tượng nhiều phôi là một hình thức sinh sản vô tính phổ biến rộng rãi trong các loài động vật, khi mà trứng đã được thụ tinh hoặc ở giai đoạn sau sự phát triển phôi tách ra và hình thành những bản sao giống nhau về di truyền. Trong động vật, hiện tương này đã được nghiên cứu ở loài ký sinh Bộ Cánh màng (Hymenoptera). Ở loài Tatu chín đai, quá trình này là bắt buộc và thường sinh ra một lứa gồm bốn con giống nhau. Ở các loài động vật có vú khác, hiện tượng sinh đôi không có cơ sở di truyền rõ ràng, dù rằng đó là hiện tượng phổ biến. Ngày nay, có ít nhất 10 triệu cặp sinh đôi và sinh ba giống hệt nhau ở người trên toàn thế giới.
Loài luân trùng Bdelloidea là loài chỉ thực hiện sinh sản vô tính, và mọi cá thể trong đàn đều là con cái. Sự vô tính đã tiến hóa ở những loài động vật này hàng triệu năm trước và vẫn còn tồn tại cho đến giờ. Có bằng chứng cho rằng sinh sản vô tính cho phép động vật phát triển những protein mới thông qua hiện tượng Meselson, cho phép chúng sống sót tốt hơn khi không có đủ nước.
Bằng chứng về phân tử cho thấy một cách chắc chắn rằng có ít nhất hai chủng loài bọ que thuộc chi Timema chỉ sử dụng sinh sản vô tính (trinh sản) trong khoảng một triệu năm, là khoảng thời gian lâu nhất từng được biết đến ở côn trùng.